# Mickey Stanley
Mitchell Jack Stanley (Grand Rapids, Míchigan, 20 de julio de 1942), más conocido como Mickey Stanley, es un exjugador profesional estadounidense de béisbol que se desempeñó en la posición de jardinero central en las Grandes Ligas de Béisbol (MLB). Es poseedor de cuatro Guantes de Oro.

## Carrera
Stanley jugó como profesional quince temporadas en Detroit Tigers (1964-1978), equipo en el que se retiró.

## Premios
Fue galardonado con el Guante de Oro en cuatro oportunidades (1968, 1969, 1970 y 1973).